# Primera División (1933/1934)
Primera División 1933/1934 był szóstym sezonem w najwyższej klasie rozgrywek piłkarskich w Hiszpanii. Trwał on od 5 listopada 1933 do 4 marca 1934. Rozegrano 18 kolejek. W sezonie udział wzięło 10 drużyn. Tytułu mistrz kraju bronił Real Madryt.

## Tabela

### Legenda
| Legenda do tabeli              |
| Mistrz                         |
| Zdobywca Copa del Rey          |
| Spadkowicz do Segunda División |

### Tabela po zakończeniu sezonu
| Miejsce | Klub                 | Kolejka | Wygranych | Remisów | Przegranych | Gole strzelone | Gole stracone | Różnica | Punkty |
| ------- | -------------------- | ------- | --------- | ------- | ----------- | -------------- | ------------- | ------- | ------ |
| 1       | Athletic Bilbao      | 18      | 11        | 2       | 5           | 61             | 27            | 34      | 24     |
| 2       | Real Madryt          | 18      | 10        | 2       | 6           | 41             | 29            | 12      | 22     |
| 3       | Racing Santander     | 18      | 9         | 1       | 8           | 38             | 39            | -1      | 19     |
| 4       | Real Betis           | 18      | 9         | 1       | 8           | 29             | 36            | -7      | 19     |
| 5       | Real Sociedad        | 18      | 7         | 4       | 7           | 29             | 33            | -4      | 18     |
| 6       | Real Oviedo          | 18      | 8         | 2       | 8           | 51             | 45            | 6       | 18     |
| 7       | Valencia CF          | 18      | 7         | 3       | 8           | 28             | 38            | -10     | 17     |
| 8       | Espanyol Barcelona   | 18      | 7         | 3       | 8           | 41             | 42            | -1      | 17     |
| 9       | FC Barcelona         | 18      | 8         | 0       | 10          | 42             | 40            | 2       | 16     |
| 10      | Arenas Club de Getxo | 18      | 3         | 4       | 11          | 18             | 49            | -31     | 10     |

## Objaśnienia
- 1. Athletic Bilbao - mistrz.

### Spadek doSegunda División
- Nikt nie spadł, ponieważ w następnym sezonie rozszerzono tabelę do dwunastu zespołów.

### Awans doPrimera División
- Sevilla FC
- Atlético Madryt

### ZdobywcaTrofeo Pichichi
- Isidro Lángara - Real Oviedo - 27 goli.